# Geremy Jasper
Geremy Jasper, né le 9 novembre 1975 à Hillsdale (New Jersey), est un réalisateur, scénariste et compositeur américain.

## Biographie
Geremy Jasper commence sa carrière dans la réalisation de clips musicaux, notamment en co-réalisant les vidéos « Dog Days Are Over » de Florence + The Machine et « Love You Like a Love Song » de Selena Gomez, qui ont reçu plusieurs nominations aux MTV Video Music Awards.
En 2017, il réalise son premier long métrage, Patti Cake$, un drame musical présenté à la Quinzaine des Réalisateurs au Festival de Cannes. Il en signe également la musique originale.
En 2025, il réalise et scénarise O'Dessa, un film musical post-apocalyptique mettant en vedette Sadie Sink.
Geremy Jasper est également cofondateur de la société de production LEGS, reconnue notamment pour le spectacle « Target Kaleidoscopic Fashion Spectacular », récompensé par un Lion d'Or au Festival international de la créativité de Cannes en 2011.

## Filmographie

### Acteur
- 2008 : Glory at Sea

### Compositeur
- 2005 : Outlaw Tennis (jeu vidéo) (parolier de Ladyfingers)
- 2015 : Outlaws (court métrage)
- 2017 : Patti Cake$
- 2025 : O'Dessa

### Réalisateur
- 2010 : Florence + the Machine: Dog Days Are Over, Version 2
- 2011 : Selena Gomez & the Scene: Love You Like a Love Song
- 2012 : Glamouriety (court métrage)
- 2015 : Outlaws (court métrage)
- 2017 : Patti Cake$
- 2025 : O'Dessa

### Scénariste
- 2012 : Glamouriety (court métrage)
- 2015 : Outlaws (court métrage)
- 2017 : Patti Cake$
- 2025 : O'Dessa

## Distinctions
- 2011 : Lion d'Or au Festival international de la créativité de Cannes pour « Target Kaleidoscopic Fashion Spectacular »
- (en) : Awards, sur l'Internet Movie Database